# Salvije Julijan
Salvije Julijan ( lat. Salvius Iulianus ) je bio poznati rimski pravnik poreklom iz Afrike.
Za vreme careva Hadrijana i Marka Aurelija obavljao je visoke državne funkcije među kojima su bile i funkcije člana vladarevog saveta ( consionsilium principis), prokonzula Afrike, konzula , i pretora.
Od njega vodi poreklo rimski car Didije Julijan.
Najpoznatije delo mu je Digesta koju čini 90 knjiga.
Njegov najveći značaj jeste taj što je 131. godine po zadatku cara Hadrijana izvršio kodifikaciju pretorovog edikta tzv. Edictum perpetuum ( u prevodu Večiti edikt) kojim su ius honorarium i ius gentium ostali delovi sistema rimskog prava, ali  pretorovo pravo od tada prestaje da se menja i od dinamičnog postaje statičan sistem normi.